# Macro (álbum)
Macro es el cuarto álbum de estudio de la banda de metal progresivo y Groove metal Jinjer.

## Lista de canciones
| N.º | Título                     | Duración |  |
| 1.  | «On The Top»               | 5:28     |  |
| 2.  | «Pit Of Consciousness»     | 4:12     |  |
| 3.  | «Judgement (& Punishment)» | 4:20     |  |
| 4.  | «Retrospection»            | 4:24     |  |
| 5.  | «Pausing Death»            | 4:45     |  |
| 6.  | «Noah»                     | 4:14     |  |
| 7.  | «Home Back»                | 4:20     |  |
| 8.  | «The Prophecy»             | 4:01     |  |
| 9.  | «lainnereP»                | 5:28     |  |

## Créditos
Los créditos de este álbum son:
Jinjer
- Tatiana Shmaylyuk: vocalista y letrista
- Eugene Abdiukhanov: bajo eléctrico
- Roman Ibramkhalilov: guitarra eléctrica
- Vlad Ulasevich: batería, percusión

Personal técnico
- Max Morton - Ingeniero de sonido (Mezcla y masterización)

Arte
- Visual Amnesia: Reuben Bhattacharya - Artwork[6]
- Oleg Rooz - Design [Artwork]